# Тирновська книжна школа

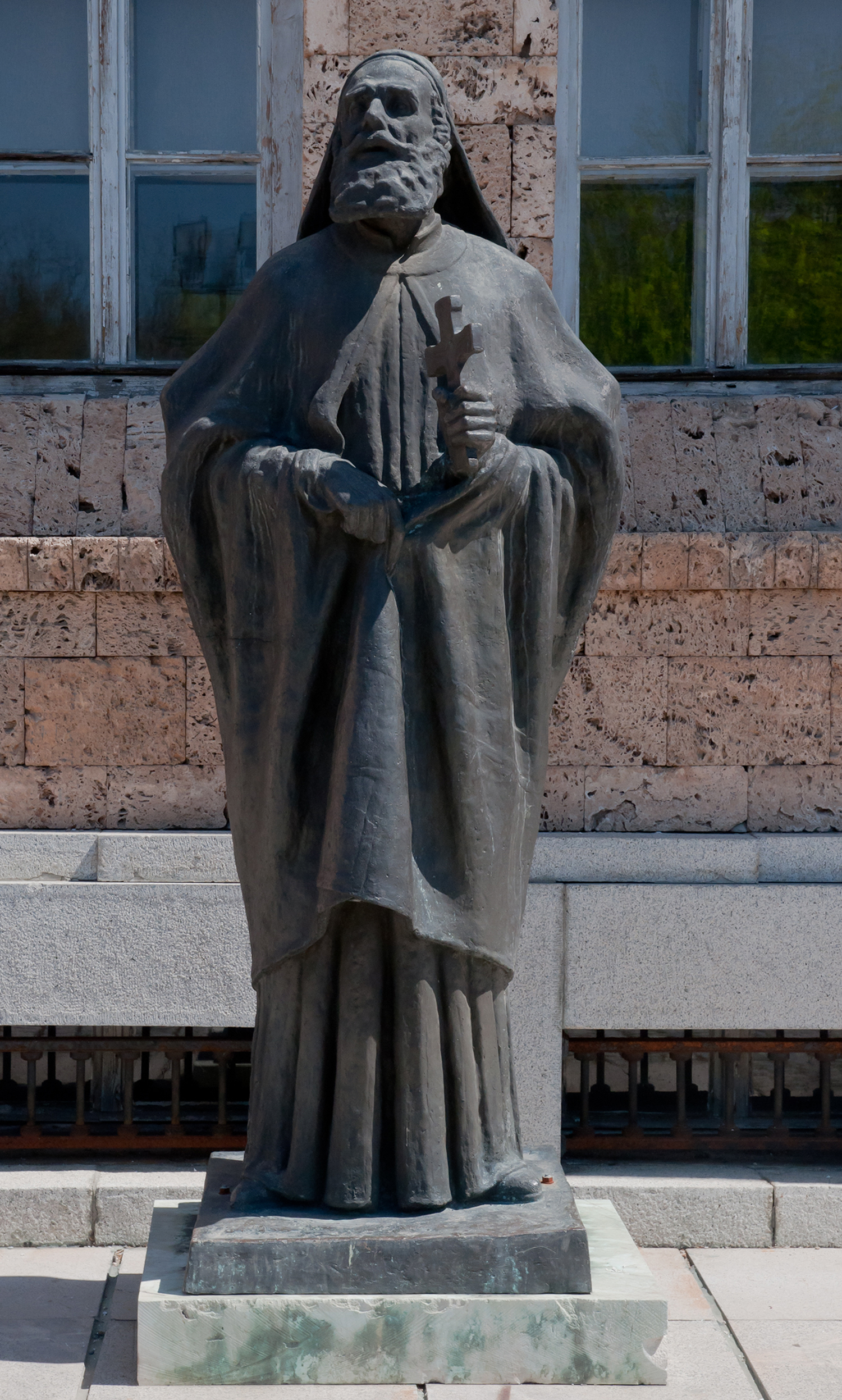
Пам'ятник Євфимію Тирновському
(засновнику Тирновської книжної школи)

Тирновська книжна школа (болг. Търновската книжовна школа) — у XIV–XV століттях болгарська книжна школа, яка  зробила дуже важливий внесок у середньовічну православну літературу. Складова Тирновської школи мистецтв, яка репрезентувала найбільший рівень культури Другого Болгарського царства. Євфимійська реформа правопису та літературна школа з такими представниками як Григорій Цамблак і Костянтин Костенецький справили значний вплив на руську, московську, сербську, волоську та молдавську середньовічну культуру.

## Поява і розвиток
Основною і головною передумовою для його виникнення було культурне відродження болгарського царства з другої половини XIV століття. Це зростання багато в чому залежало від особистої зацікавленості царя Івана Александра в розвитку літератури та мистецтва. Його спадкоємці, Іван Шишман та Іван Срацимір, продовжили справу свого батька. До створення Тирновської книжної школи долучився і патріарх Феодосій Тирновський, який чудово розумів, що такі школи дозволять окреслити незалежність болгарської церкви, поширити та посилити її вплив серед православних країн слов'янського світу.
Засновником Тирновської книжної школи, з центром у столиці Другого Болгарського царства Тирново, вважається патріарх Євфимій Тирновський (Болгарський). Правописна та мовна реформи Євфимія встановили загальні мовні та правописні правила, що застосовувалися згодом, не тільки у Болгарії, але й у руських князівствах, Сербії, Валахії та Молдові.
Діяльність письменників у Тирновській школі була позв'язана не тільки зі створенням оригінальних літературних творів, але й перекладами з грецьких оригіналів та створенням компіляцій (збірників).

## Особливості
Тирновська книжна школа була тісно пов'язана з розвитком візантійської літератури. Вона характеризується в першу чергу значною релігійністю її представників у найкращих традиціях православної церкви. Більшість творів Тирновської книжної школи відносяться до житійної літератури: панегірики, житія, гімни та ін. Основним завданням авторів житій було прославляння відповідного святого, розповсюдження та збільшення знань про його культ. Типовим для більшості письменників школи (Євфимій, Цамблак) є присутність в їх творах обов'язкових жанрових чудес. Їхнє ставлення до таких єретичних вчень як богомильство, варлаамство, адамітство, жидівство було вкрай вороже й осудливе. Це відображало також позицію Тирновського патріархату.
Неодноразово у творах представників Тирновської книжної школи зустрічалися розповіді про мощі святих. На жаль, й досі не існує єдиної думки, чи слід їх розглядати як розширений варіант житія, чи як окремий повноцінний жанр. Поряд з утвердженням чудодійної сили святих, автори вихваляють правителів та вельмож, які опікувалися або зберігали мощі святих. Саме тому в цьому типі творів часто присутні короткі, але цінні історичні відомості.

## Представники

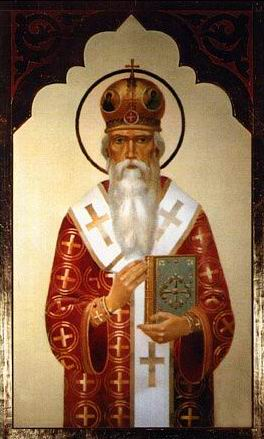
Кипріан Цамблак

- Євфимій Тирновський — учень Феодосія Тирновського. Творець і керівник школи, один з її викладачів. Автор багатьох житій, панегіриків, послань та інших творів. Крім того, провів важливі реформи, а також ввів новий жанр в православній літературі, що поєднав житіє та похвальне слово.

- Григорій Доброписець — учень Феодосія Тирновського, автор житія болгарського святого Роміла Відинського.
- Діонісій Дівний — учень Феодосія Тирновського. Він став відомий своїми вмілими перекладами книг з грецької на слов'янську мову, тому й отримав прізвисько «Дівний» (Чудовий).
- Кипріан Цамблак — учень Феодосія Тирновського. Автор житій, гімнів та інших як оригінальних, так і перекладених творів. З 1375 року і до самої смерті у 1406 році обіймав сан Митрополита Київського й Литовського з правом на всю Русь.
- Григорій Цамблак — учень Єфтимія Тирновського. Здійснюючи свою діяльність в Дечанському монастирі, на території Молдови та руських князівств, у значній мірі сприяв поширенню ідей свого вчителя та традиції Тирновської книжної школи. Автор численних праць, в тому числі «Похвального слова про Євфимія», що містить цінну інформацію про тирновського патріарха та болгарську історію, а також «Книги Григорія Цамблака», яка стала єдиним збірником творів слов'янських письменників тієї епохи, що дійшов до нашого часу.
- Костянтин Костенецький — учень книжника Андрія (Андроніка), який, в свою чергу, був учнем Євфимія. Жив та працював при дворі сербського правителя Стефана Лазаревича. Вважається засновником Ресавської книжної школи, також відомої як Моравська староболгарська книжна школа, що придбала свою назву від назви річки Ресава, що є притоком Великої Морави. Її центром вважався сербський монастир Раваніца.
- Йосааф Бдинський — достеменно невідомо чиїм саме учнем він був, але його «Похвальне слово щодо перенесення мощей святого Філотея з Тирново до Відина» (болг. "Похвално слово за пренасяне на мощите на света Филотея от Търново във Видин") містить всі характерні ознаки Тирновської книжної школи. У творі автор дуже шанобливо ставиться до Єфвимія Тирновського.
- Владислав Граматик — представник пізньої школи. Перекладач, упорядник, письменник, каліграф. Найбільш відомим його твором є «Рильська повість», що стала продовженням «Івана Рильського» Євфимія. Твір містить цінну інформацію про відновлення Рильського монастиря у другій половині XV століття та про перенесення до нього мощей святого Івана Рильського у 1469 році.
- Дмитро Кантакузин — представник пізньої школи. Походить з Кантакузинської династії. Писав свої твори як болгарською, так і грецькою мовами. Автор багатьох праць, у тому числі «Житія з невеликою похвалою Івану Рильському», «Географічного опису», «Послання до доместика Ісаї», віршів на християнську тематику.